# Giorgi Loria
Giorgi Loria (Georgisch: გიორგი ლორია) (Tbilisi, 27 januari 1986) is een Georgisch voetballer die als doelman speelt voor Dinamo Tbilisi.
Loria speelde als profvoetballer op het hoogste niveau van Georgië, Griekenland, Rusland en Cyprus en in Duitsland op het op een na hoogste niveau. Hij kwam van 2008 tot en met 2025 tot 79 interlandoptredens, wat hem de doelman maakt met de meeste interlandwedstrijden voor Georgië. Hij zat bij de selectie van Georgië voor het EK 2024, ware het als reservedoelman.

## Loopbaan
Loria is een product van de jeugdopleiding van Dinamo Tbilisi en stroomde in het seizoen 2005/06 door naar het eerste elftal. Vanaf het seizoen 2009/10 werd hij de onbetwiste eerste doelman bij de Georgische club. In de negen seizoenen van Loria bij Dinamo Tblisi werd driemaal de landstitel gewonnen en driemaal de Georgische voetbalbeker in de wacht gesleept.
Na afloop van het seizoen 2013/14 verliet Loria zijn geboorteland en in augustus 2014 maakte hij transfervrij de overstap naar OFI Kreta. Bij de Griekse club, destijds spelend in de Super League, zwaaide Gennaro Gattuso de scepter. Loria werd eerste doelman, maar vanwege financiële problemen van de club verliet hij hen aan het einde van het seizoen. 
Voor het seizoen 2015/16 tekende Loria bij Olympiakos Piraeus, dat hem haalde om de vrijgekomen plek van de vertrokken reservedoelman Balázs Megyeri op te vullen, achter eerste doelman Roberto. Door toenemende concurrentie verliet Loria de club echter al na ruim twee maanden, zonder een wedstrijd te spelen.
Vervolgens maakte de doelman de overstap naar Krylja Sovetov Samara, de promovendus in de Russische Premjer-Liga. In twee seizoenen tijd kwam hij tot 39 optredens. Medio 2017 werd het seizoen afgesloten in de degradatiezone. Loria bracht het volgende seizoen echter alsnog door op het hoogste niveau. Anzji Machatsjkala, dat zich het voorgaande seizoen net aan had weten te handhaven, lijfde hem in augustus 2017 op huurbasis in.
In september 2018 werd het vertrek van Loria bij Krylja via de officiële kanalen aangekondigd. In januari 2019 ging hij aan de slag bij 1. FC Magdeburg. De Duitse tweedeklasser bood hem een contract van een half jaar. Loria en Magdeburg sloten het seizoen af op plek zeventien, wat degradatie naar de 3. Liga betekende. De Georgiër verliet 1. FC Magdeburg na afloop van zijn contract.
De doelman trok vervolgens naar Cyprus, waar hij vier seizoenen de kleuren vertegenwoordigde van Anorthosis Famagusta. Met Loria als vaste waarde won de club in 2021 de Cypriotische voetbalbeker. Eind juli 2023 keerde Loria na negen jaar terug bij Dinamo Tbilisi, waar hij ondanks zijn hoge leeftijd (37) nog steeds eerste keus was onder de lat. In het seizoen 2024/25 kwam de doelman nog uit voor Omonia Aradippou.
Medio 2025 keerde Loria voor de tweede maal terug bij Dinamo Tbilisi.